# بلوفيش
بلوفيش (بالإنجليزية: Bluefish)‏ هو محرر نصوص حر مفتوح المصدر. البرنامج مناسب للاستخدام مع العديد من لغات البرمجة ولغات الترميز، لكن بتركيز على لغات البرمجة التي تستخدم في تطوير الويب. يتطلب جتك.

## لغات برمجة مدعومة
- سي
- كولدفيوشن
- سي إس إس
- إتش تي إم إل
- جافا
- جافاسكربت
- جي إس بي
- باسكال
- بيرل
- بي إتش بي
- بايثون
- إس كيو إل
- إكس إتش تي إم إل
- إكس إم إل
- آر
- جنو أوكتيف

## وصلات خارجية
- بلوفيش على موقع Open Hub (الإنجليزية)
- بلوفيش على موقع Free Software Directory (الإنجليزية)
- بلوفيش على موقع Framasoft (الفرنسية)
- بلوفيش على موقع SourceForge (الإنجليزية)
- موقع بلوفيش الرسمي